# Moškovec
Moškovec és un poble i municipi d'Eslovàquia que es troba a la regió de Žilina, al centre-nord del país. La primera menció escrita de la vila es remunta al 1258.

## Demografia
| Godina             | 1994 | 2004   | 2014   | 2024    |
| ------------------ | ---- | ------ | ------ | ------- |
| Nombre de persones | 67   | 63     | 64     | 83      |
| Diferència         |      | −5,97% | +1,58% | +29,68% |

| Godina             | 2023 | 2024    |
| ------------------ | ---- | ------- |
| Nombre de persones | 69   | 83      |
| Diferència         |      | +20,28% |